# Goodman Fielder
Goodman Fielder est une entreprise néo-zélandaise du secteur agroalimentaire et qui faisait partie de l'indice NZSX50, indice principal de la bourse de Nouvelle-Zélande, le New Zealand Exchange. Elle produit et distribue principalement du pain, des produits laitiers, de la margarine, de l'huile et des sauces en Australie et en Nouvelle-Zélande.

## Historique
Sa création est issue en 1986 de la fusion entre Allied Mills et Goodman Group.
En mai 2014, Goodman Fielder est acquis par Wilmar International et First Pacific pour 1,28 milliard de dollars.